# Jon Bakero
Jon Bakero Escudero (Goizueta, Navarra, 16 de julio de 1971) es un exfutbolista español. Jugaba en la posición de delantero. Es hermano del también futbolista José Mari Bakero y tío de Jon Bakero.

## Clubes
| Club                           | País              | Año       |
| ------------------------------ | ----------------- | --------- |
| Real Sociedad B                | Bandera de España | 1990-1992 |
| Barcelona B                    | Bandera de España | 1992-1995 |
| Almería Club de Fútbol         | Bandera de España | 1995-1996 |
| Barcelona B                    | Bandera de España | 1996-1997 |
| Málaga CF                      | Bandera de España | 1997-1998 |
| CF Gavà                        | Bandera de España | 1998-1999 |
| Atlético Yucatán               | Bandera de México | 1998-1999 |
| Puebla FC                      | Bandera de México | 1998-1999 |
| Universidad Las Palmas G.C. CF | Bandera de España | 1999-2001 |
| UD Gáldar                      | Bandera de España | 2001-2002 |